# Underworld: Evolution
Underworld: Evolution (no Brasil, Anjos da Noite - A Evolução; em Portugal, Underworld: Evolução, ou Underworld 2: Evolução) é um filme estadunidense de 2006, dos gêneros drama de ação, fantasia e terror, dirigido por Len Wiseman.
É o segundo filme da franquia Underworld.

## Sinopse
Com a ajuda de Michael, Selene tenta escapar da perseguição dos vampiros, depois do fracasso da tentativa de acordo com Marcus. Segredos e mentiras vão sendo revelados, inclusive uma poderosa ameaça à vida humana.

## Elenco
- Kate Beckinsale — Selene
- Scott Speedman — Michael Corvin
- Tony Curran — Marcus Corvinus
- Derek Jacobi — Alexander Corvinus
- Bill Nighy — Viktor
- Shane Brolly — Kraven
- Michael Sheen — Lucian
- Zita Görög — Amelia
- Scott McElroy — Soren
- Steven Mackintosh — Andreas Tanis
- Brian Steele — William Corvinus
- Sophia Myles — Erika
- John Mann — Samuel

## Trilha sonora
1. "The Undertaker" (Renholdër Mix) - Puscifer
2. "Morning After" (Julien-K Remix) - Dead by Sunrise
3. "Where Do I Stab Myself in the Ears" (Legion of Doom) - Hawthorne Heights
4. "To the End" (RnR Cheryl Mix) - My Chemical Romance
5. "Vermillion, Pt. 2 (Bloodstone Mix)" - Slipknot
6. "Burn" (Alleged Remix) - Alkaline Trio
7. "The Last Sunrise" (Dusk Mix) - Aiden
8. "Bite to Break Skin" (The Legion of Doom Remix) - Senses Fail
9. "Her Portrait in Black" - Atreyu
10. "Washing Away Me in the Tides" - Trivium
11. "Eternal Battle" - Mendozza
12. "Our Truth" - Lacuna Coil
13. "Cat People (Putting Out Fire)" - Gosling
14. "Why Are You Up" - Bobby Gold
15. "Suicide" - Meat Beat Manifesto
16. "HW2" - Cradle of Filth (cover de "Halloween II", originalmente gravada por Samhain)